# Río Zamora
Der Río Zamora ist der rechte Quellfluss des Río Santiago in den Provinzen Loja, Zamora Chinchipe und Morona Santiago im Südosten von Ecuador. Er besitzt eine Länge von etwa 260 km.

## Flusslauf
Der Río Zamora entspringt in den Bergen südöstlich der Großstadt Loja auf einer Höhe von etwa 2800 m. Der Río Zamora durchfließt anfangs die in einem Hochtal gelegene Stadt Loja in nördlicher Richtung. Nach 30 km wendet sich der Fluss nach Südosten und durchfließt auf den folgenden 40 km die östlichen Anden. Anschließend vollführt der Río Zamora eine Richtungsänderung. Er fließt auf seiner restlichen Fließstrecke in Richtung Nordnordost. Die Fernstraße E45 (Loja–Macas) folgt bis Flusskilometer 85 dem Flusslauf. Östlich des Flusslaufs erstreckt sich der Gebirgszug der Cordillera del Cóndor. Schließlich vereinigt sich der Río Zamora mit dem aus Norden kommenden Río Namangoza zum Río Santiago. Am Flusslauf liegen mehrere Städte und Ortschaften, darunter  Zamora, Zumbi, Yantzaza, Cumbaratza, Panguintza und Los Encuentros. Größere Nebenflüsse sind Río Sabanilla, Río Bombuscaro, Río Jamboé, Río Timbara und Río Nangaritza von rechts sowie Río Vinoyacu, Río Yacuambi, Río Chicaña und Río Bomboiza von links.

## Hydrologie
Der Río Zamora entwässert die Ostflanke der Cordillera Real im Südosten von Ecuador. Sein Einzugsgebiet umfasst ein Areal von etwa 11.300 km². Der mittlere Abfluss beträgt bei Flusskilometer 70 am Pegel oberhalb der Einmündung des Río Bomboiza 652,7 m³/s.

## Fischfauna
Zur Fischfauna des Río Zamora gehört Chaetostoma breve, ein etwa 20 cm großer Vertreter der Gebirgsbachharnischwelse.